# كالاندا (جبل)
كالاندا (بالإنجليزية: Calanda (mountain))‏ هو أحد جبال سلسلة جبال الألب غلاروس وجزء من القمة الأم يقع في سويسرا. يبلغ ارتفاع الجبل حوالي 2805 متر، بينما يبلغ ارتفاع نتوء الجبل 1448 متر.